# Krakowskie Przedmieście
El carrer Krakowskie Przedmieście (Suburbi de Cracovia) és un majestuós carrer de Varsòvia que compta amb nombrosos edificis, monuments i esglésies que adonen del seu ric passat aristocràtic. Forma part de la denominada Ruta Reial de la capital polonesa.

## Història
Comença a la plaça del Castell i acaba al carrer Oboźna, passant a anomenar-se Nowy Świat (carrer del Nou Món). Al principi coneguda com a Suburbi de Czersk (per la ciutat de Czersk), al començament del segle xv, després de la construcció del Convent dels Bernardins, va passar a anomenar-se carrer dels Bernardins. Al segle xvi va agafar el seu nom actual.

## Edificacions destacades
Entre les edificacions més notables: l'Església de Santa Anna, el Convent dels Bernardins, el Palau Kazanowski, el Palau Kazimierz, l'Església de l'Asunció de la Mare de Déu i de Sant Josep, el Palau Presidencial, el Palau Potocki, la Universitat de Varsòvia (campus principal), la casa del degà (Zajazd Dziekanka), el Palau Czapski i l'Església de la Santa Creu.

## Galeria

### El carrer segons Canaletto

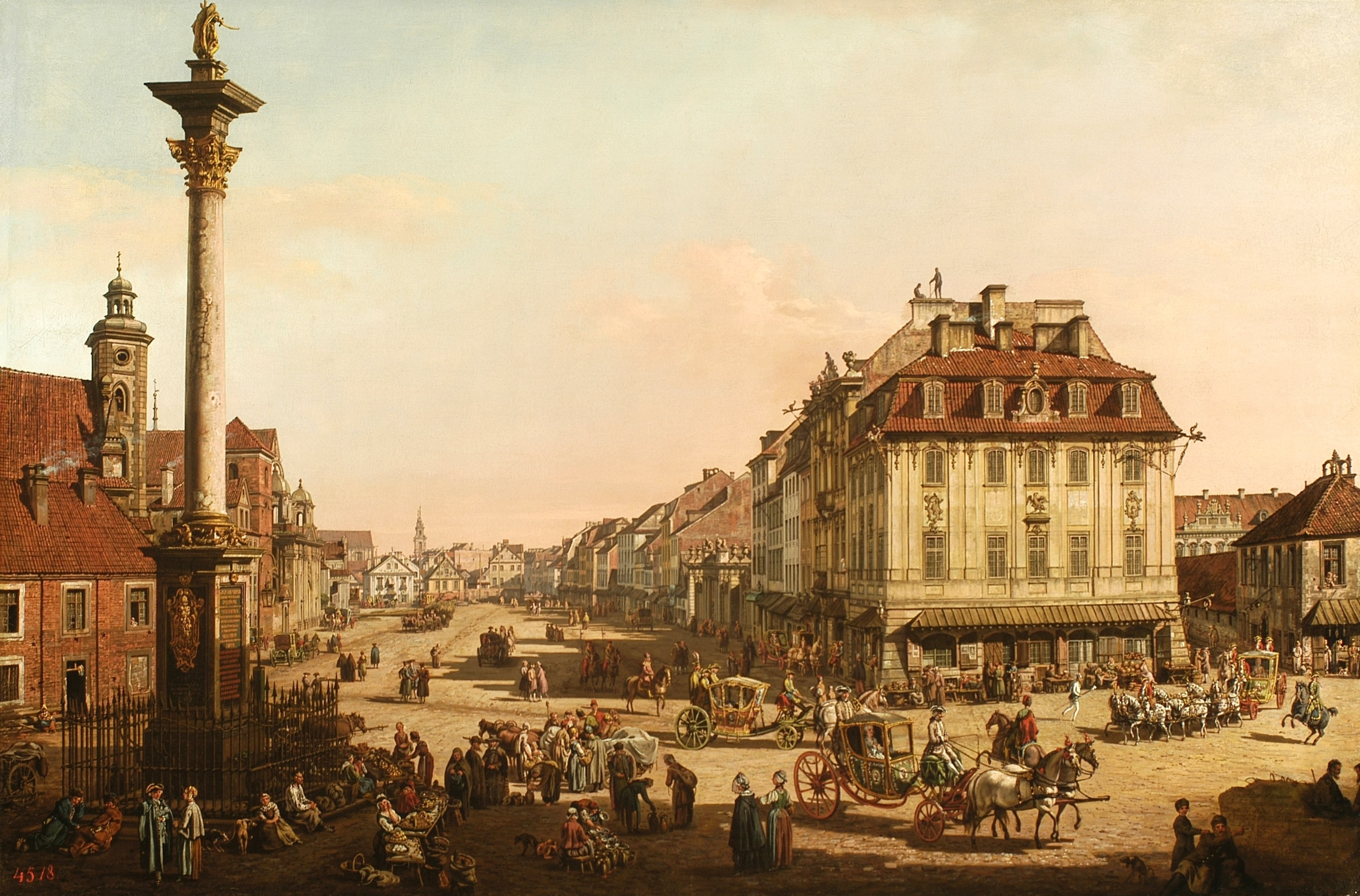
Vista des de la Plaça del Castell
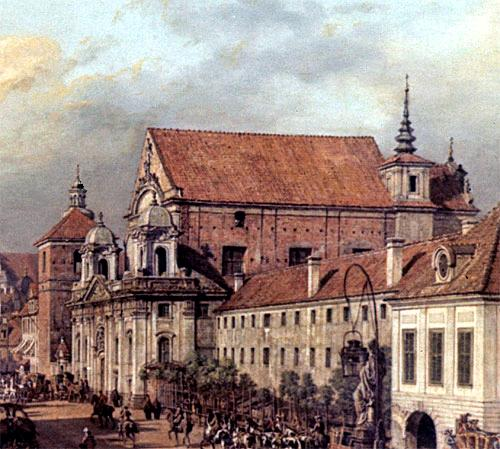
Detall de l'Església de Santa Anna
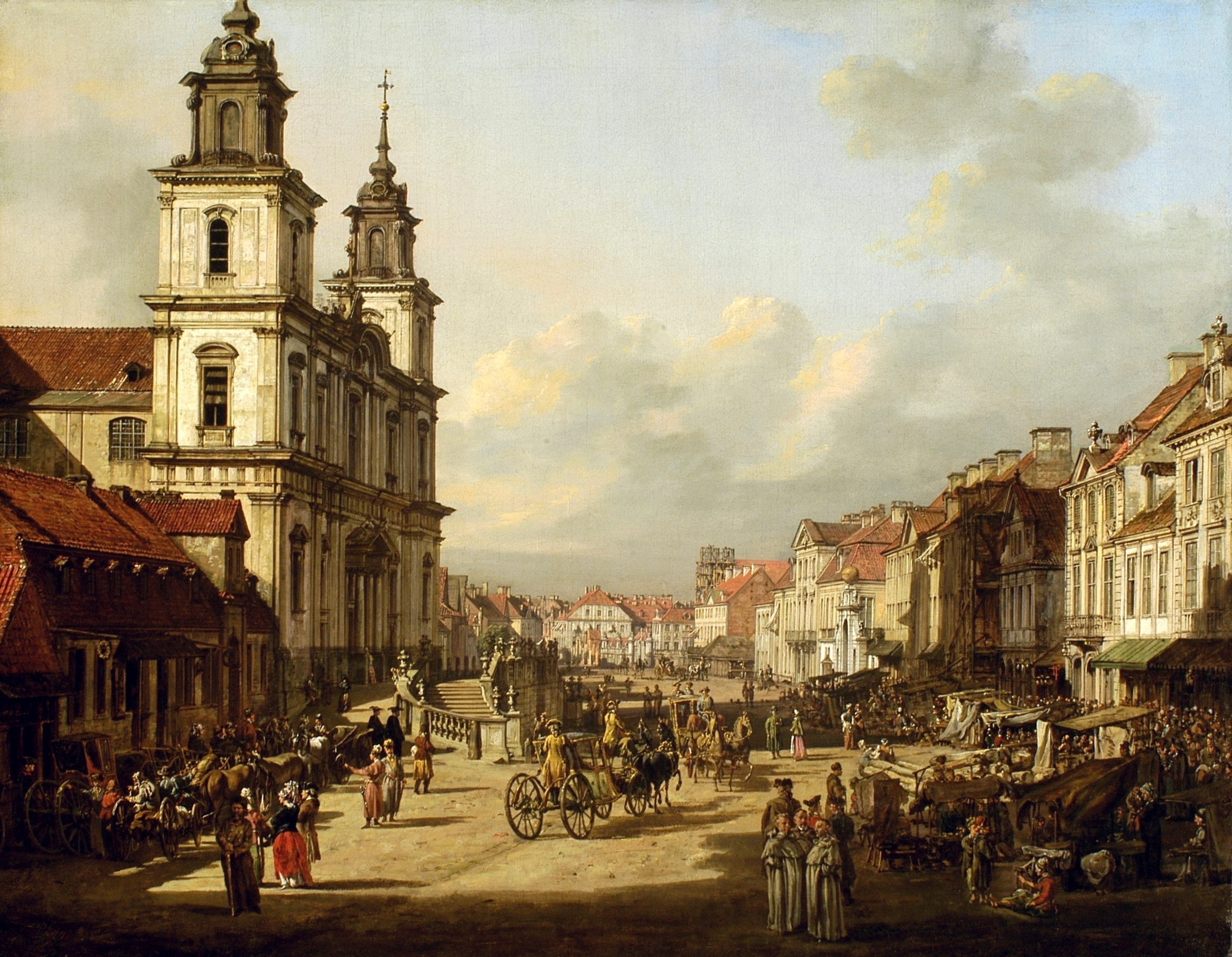
Vista des del carrer Nowy Świat
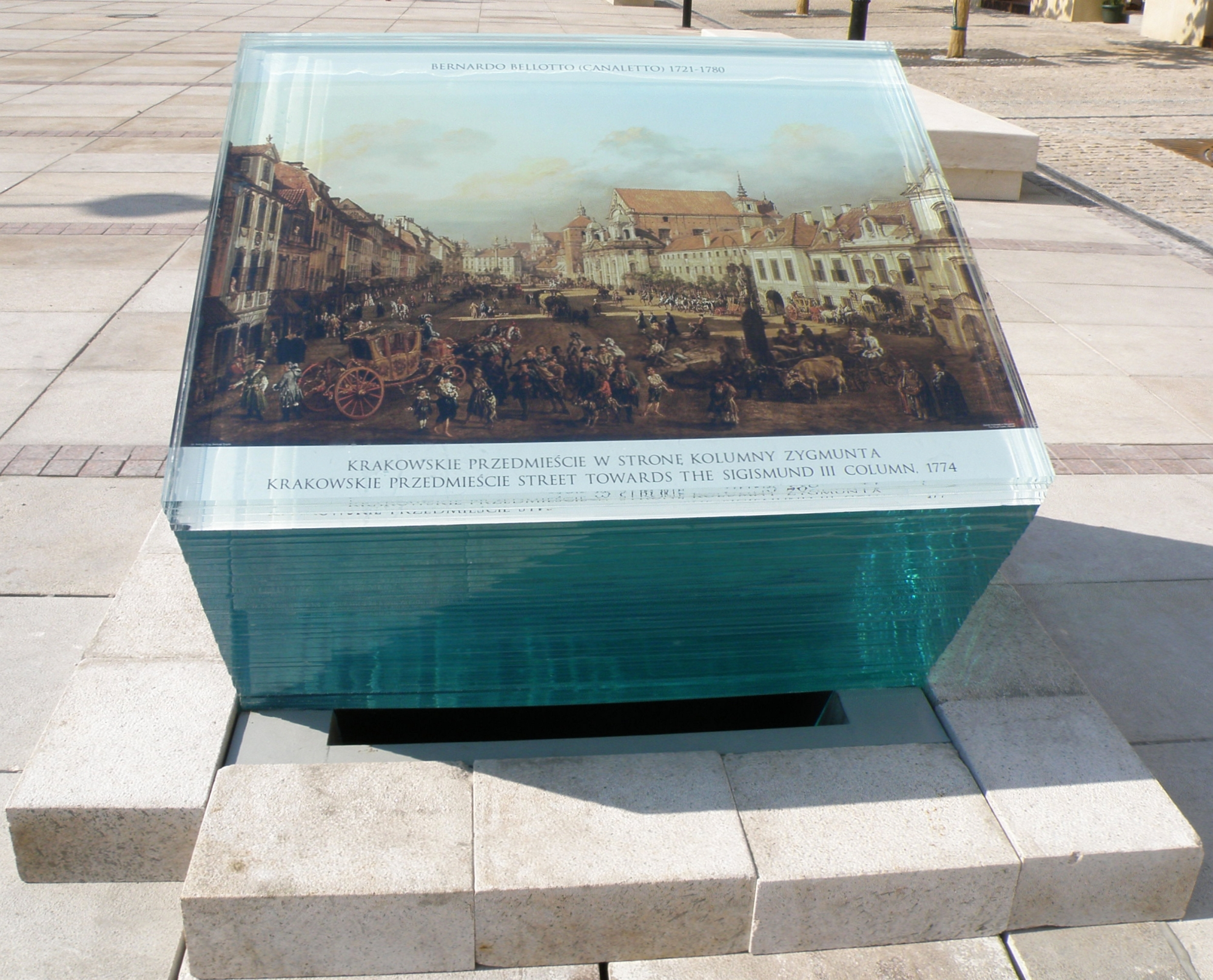
Informació turística sobre Canaletto

### Monuments

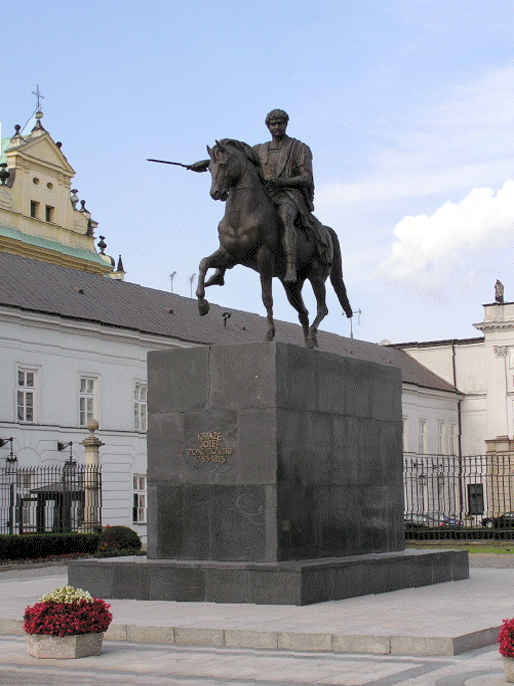
Monument a Józef Poniatowski (1816)[3]Monument a Józef Poniatowski (1816)
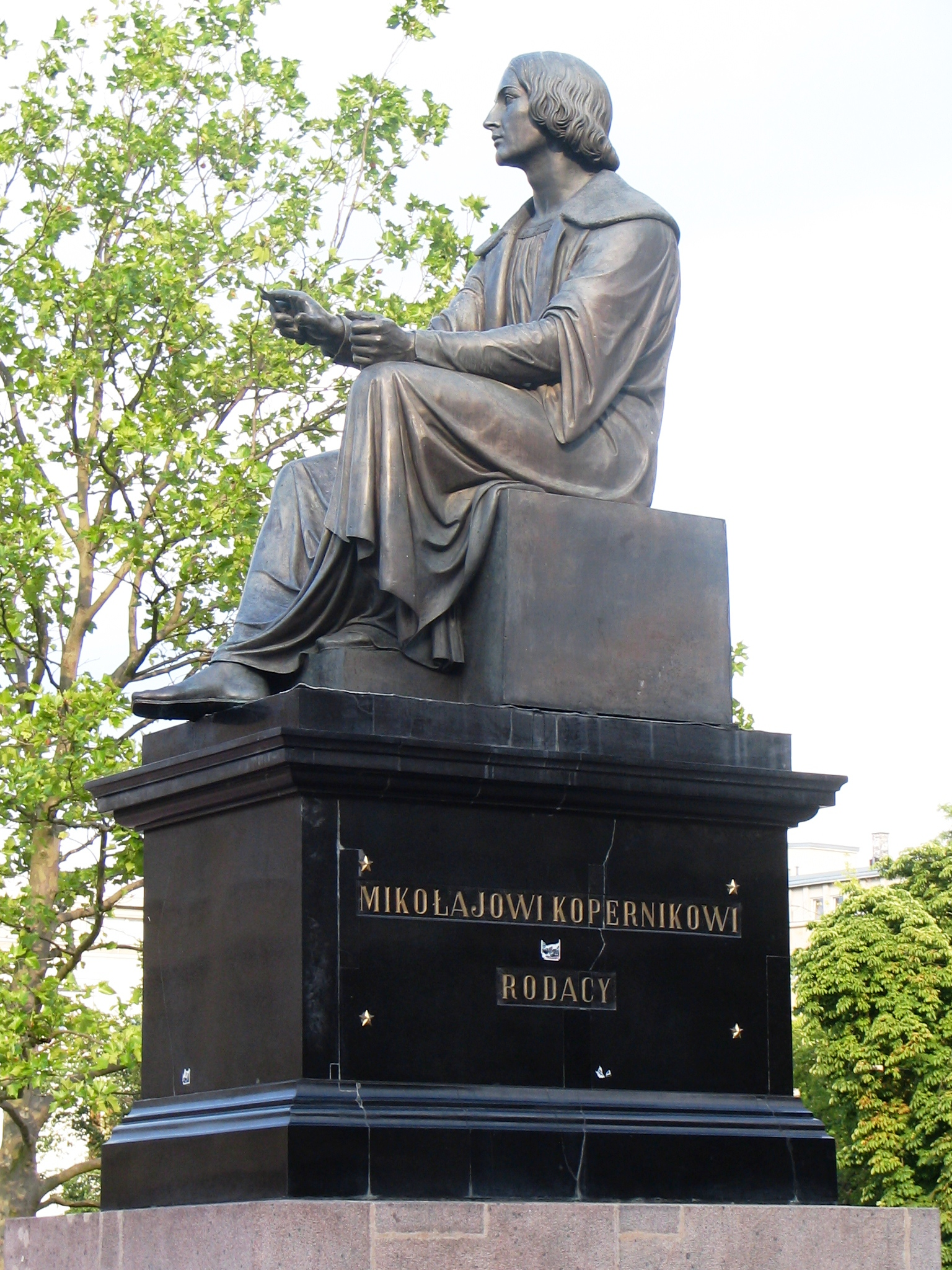
Monument a Nicolau Copèrnic (1822)
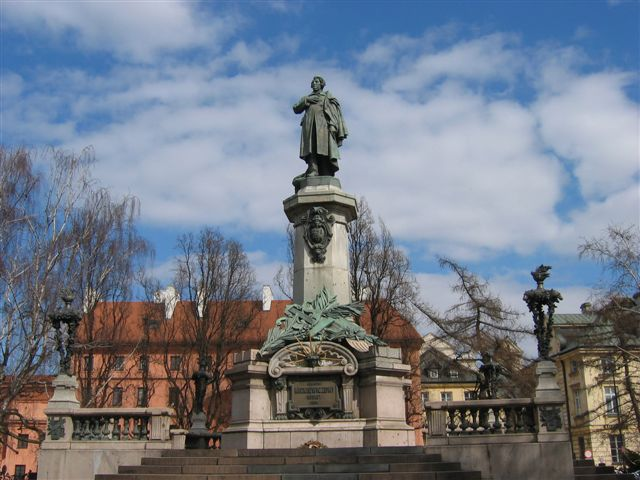
Monument a Adam Mickiewicz (1898)